# 伦纳特·拉松 (足球运动员)
伦纳特·拉松（瑞典語：Lennart Larsson，1953年7月9日—），生于斯德哥尔摩，瑞典男子足球运动员，司职中场。他曾代表瑞典国家队参加1978年国际足联世界杯，结果队伍止步小组赛阶段。